# Museo nacional de Granada
El Museo nacional de Granada (en inglés: Grenada National Museum) es un museo en St. George, en la isla caribeña y nación de Granada . Está alojado en un edificio que sirvió como un  cuartel francés desde 1704, construido sobre los cimientos de la fortaleza George. Fue utilizado como prisión por los británicos solo para reclusas hasta 1880. Más tarde se convirtió en dos hoteles diferentes con varios propietarios y en un momento se utilizó como almacén por un comerciante que trabaja en St. George. El museo fue creado en 1976 partiendo del tema de la arqueología y la historia. Secciones del museo incluyen "La esclavitud , Primeros Habitantes, Plantationes y Economía, caza de ballenas y pesca arqueológica, y  Transporte temprano y Tecnología". El museo exhibe una variedad de elementos históricos, como artefactos de los primeros nativos  caribes y arahuacos, máquinas de procesamiento de azúcar y equipos varios, elementos de la industria ballenera y un baño de mármol de Josefina Bonaparte.